# 高橋晃
高橋 晃（たかはし あきら、1999年9月9日 - ）は、日本の子役である。
かつては宝映テレビプロダクションに所属。

## 出演

### テレビドラマ
- 赤い運命2005（2005年、TBS）
- 愛の劇場 ママはバレリーナ（2005年 - 2006年、TBS） - 三浦信吾 役
- 純情きらり（2006年、NHK）
- ドラマコンプレックス 有吉佐和子スペシャル 恍惚の人（2006年10月、日本テレビ） - 立花信利（幼少） 役
- ママが料理をつくる理由（2007年3月3日、フジテレビ） - 笹岡翔平 役
- はだしのゲン（2007年8月、フジテレビ） - 三太 役
- 愛の劇場 愛のうた!（2007年、TBS）
- 土曜ワイド劇場 ぽっかや診療所事件カルテ〜望郷の岬・奥松島に立つ女〜（2007年、テレビ朝日） - 内山健 役
- 土曜プレミアム 裸の大将放浪記〜宮崎の鬼が笑うので〜（2008年5月24日、フジテレビ） - 山下清（少年期） 役
- 天地人（2009年、NHK）
- キイナ〜不可能犯罪捜査官〜（2009年、日本テレビ） - 工藤海 役
- トミカヒーロー レスキューファイアー（2009年、テレビ東京） - 佐久間テッペイ 役
- テレビ朝日開局50周年記念ドラマスペシャル 刑事一代 平塚八兵衛の昭和事件史（2009年6月、テレビ朝日） - 佐藤真 役
- こちら葛飾区亀有公園前派出所（2009年8月 - 9月、TBS） - チン平 役
- 龍馬伝（2010年、NHK） - 為五郎 役
- 税務調査官・窓際太郎の事件簿20（2010年3月22日、TBS） - 島崎太郎 役
- 渡る世間は鬼ばかり（TBS） - 越間竜也 役
- 浪花少年探偵団（2012年7月 - 、TBS） - 畑中弘 役

### 映画
- 奇談（2005年11月19日）
- 嫌われ松子の一生（2006年5月27日）
- ジェネラル・ルージュの凱旋（2008年12月1日）
- 真夏のオリオン（2009年6月13日）
- あの庭の扉をあけたとき（2010年） - 一郎 役

### CM
- JRA 夏競馬篇
- AEON
- 日本マクドナルド ハッピーセット
- キリンビバレッジ アミノサプリ
- 小学館 小学一年生
- 宝島社 脳トレシリーズ
- アース製薬 アースジェット（2010年）
- ショウワノート ポケモンD&Pシリーズ

### 番組
- タモリ倶楽部 空耳アワーVTR（2013年3月23日）